# Gray, Georgia
Gray är administrativ huvudort i Jones County i Georgia. Gray grundades på 1850-talet och fick sitt namn efter ortsbon James Madison Gray. År 1905 utsågs Gray till countyhuvudort. Enligt 2010 års folkräkning hade Gray 3 276 invånare.

## Kända personer från Gray
- Bert Greene, golfspelare